# Lodzermensch
Lodzermensch (niem. lodzer – łódzki, Mensch – człowiek) – określenie mieszkańca zindustrializowanej Łodzi z końca XIX i pierwszej połowy XX wieku. Cechowała go wyjątkowa pracowitość, wytrwałość ze zdolnością do dużych wysiłków i duża przedsiębiorczość.

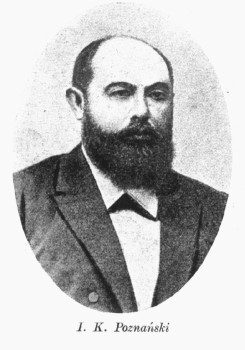
Izrael Poznański, jeden z najbardziej znanych lodzermenschów

Określenie to powstało w czasie największego rozwoju przemysłu w Łodzi. W tamtym okresie stanowiła ona zlepek kilku religii i narodowości, które na co dzień żyły i pracowały razem. Władze carskie nieczęsto ingerowały bezpośrednio w rozwój miasta, dlatego te zróżnicowane pod względem kulturowym grupy musiały nieraz współpracować, by zadbać o rozwój edukacji, medycyny czy infrastruktury miejskiej. Mianem lodzermenschów określano przede wszystkim znaczących fabrykantów i kupców, ludzi uważanych przez jednych za przedsiębiorczych, zaradnych, potrafiących wykorzystać swoje umiejętności w kapitalistycznej Łodzi – ale przez innych zaś za bezwzględnych i chciwych.
Pierwszym, który wprowadził do literatury określenie lodzermensch był Wincenty Kosiakiewicz, w swojej „łódzkiej” powieści Bawełna. Jednak dopiero Władysław Reymont rozpowszechnił je poprzez swoją znaną powieść Ziemia Obiecana. Przedstawił je tu m.in. w postaciach Karola Borowieckiego, Maksa Bauma czy Moryca Welta. Negatywne ukazanie środowiska burżuazji przemysłowej w książce Reymonta było spowodowane jego przywiązaniem do wartości szlacheckiej tradycji ziemiańskiej.
Podczas dyskusji, która odbyła się w 1998 roku na łamach redakcji Tygla Kultury, historyk Krzysztof Woźniak zwrócił uwagę na różnicę między ustnym przekazem o lodzermenschu a tym wykreowanym przez literaturę:

W opowieściach robotniczych będzie to zawsze człowiek, który jest przede wszystkim pracowity, zaradny, ale też dba o maluczkich; on stara się swoim paternalizmem objąć dzielnice robotnicze i szkoły, i żłobek, i aptekę itd. Natomiast mit literacki przedstawia tylko postać zdegradowaną w sensie moralnym. Dodajmy jeszcze jedno, że we wszystkich przekazach literackich bohaterowie stają się lodzermenschami w momencie, gdy porzucają swój dotychczasowy świat wartości, odchodzą od swoich rodzinnych korzeni. Oni na gruncie łódzkim poznają innego bożka, bożka pieniądza i sukcesu, i gotowi są mu służyć tak jak potraﬁą.

## Znani lodzermensche
- Ludwik Geyer
- Robert Geyer[4]
- Maksymilian Goldfeder
- Juliusz Heinzel
- Edward Herbst
- Oskar Kon
- Izrael Poznański
- Karol Scheibler
- Fryderyk Sellin